# Heermanns meeuw
De Heermanns meeuw (Larus heermanni) is een vogel uit de familie Laridae. 

## Verspreiding en leefgebied
Deze soort komt voor aan de kusten van noordwestelijk Mexico en de zuidwestkust van Californië en overwinteren van Brits-Columbia tot Guatemala.

## Naamgeving
John Cassin  noemde deze meeuw naar Adolphus L. Heermann, een ontdekkingsreiziger en natuuronderzoeker die vanaf 1849 naar Californië reisde en er talrijke vogels verzamelde, die Cassin onderzocht.

## Status
De grootte van de populatie is in 2019 geschat op 350 duizend volwassen vogels. Op de Rode lijst van de IUCN heeft deze soort de status gevoelig.